# Lorenzo Moretti
Pour les articles homonymes, voir Moretti.
Lorenzo Moretti, né le 26 février 2002 à Magenta en Italie, est un footballeur italien, qui évolue au poste de défenseur central à l'US Pistoiese, en prêt de l'Inter Milan.

## Carrière

### En club
Né à Magenta en Italie, Lorenzo Moretti est formé par l'Inter Milan. Le 18 août 2021, est prêté pour une saison à l'US Pistoiese,.

### En équipe nationale
Avec l'équipe d'Italie des moins de 17 ans, il participe au championnat d'Europe des moins de 17 ans en 2019 qui se déroule en Irlande. Il est joue quatre matchs lors de cette compétition. Il se distingue le 10 mai en marquant un but lors de la victoire des siens face à l'Espagne (4-1). Son équipe atteint la finale face aux Pays-Bas. Il participe à cette rencontre mais l'Italie s'incline ce jour-là (4-2).

## Palmarès

### En sélection
- Finaliste du championnat d'Europe des moins de 17 ans en 2019 avec l'équipe d'Italie des moins de 17 ans.